# Sebrus
Sebrus is een geslacht van vlinders van de familie grasmotten (Crambidae).

## Soorten
- S. absconditus Bassi, 1995
- S. amandus Błeszyński, 1970
- S. argus Bassi, 1995
- S. perdentellus (Hampson, 1919)
- S. pseudosparsellus (Błeszyński, 1961)